# 贾培之
贾培之（1884年—1954年），四川温江人，中华人民共和国政治人物。
担任川剧演员。西南川剧院副院长。1954年，当选第一届全国人民代表大会代表。